# Malia Metella
Malia Metella (Caienna, 23 febbraio 1982) è un'ex nuotatrice francese.
Specialista della farfalla e dello stile libero, è nata nella Guyana francese.
Ha vinto una medaglia d'argento alle Olimpiadi di Atene 2004 nei 50 m stile libero.
Il 31 ottobre 2009 ha annunciato il suo ritiro.

## Palmarès
- Olimpiadi

Atene 2004: argento nei 50m sl.
- Mondiali

Montreal 2005: argento nei 100m sl.
- Europei

Madrid 2004: oro nei 100m sl, nella 4x100m sl e nella 4x100m misti e argento nei 100m farfalla.
Budapest 2006: bronzo nella 4x100m sl.
- Europei in vasca corta

Dublino 2003: oro nei 100m sl e bronzo nei 50m sl.
Vienna 2004: oro nei 100m sl e bronzo nei 100m farfalla.
Debrecen 2007: bronzo nella 4x50m misti.
- Giochi del Mediterraneo

Tunisi 2001: oro nei 100m farfalla e bronzo nella 4x100m misti.
Pescara 2009: oro nei 50m sl e argento nella 4x100m sl.